# Güzelyurt, Gerze
Güzelyurt là một xã thuộc huyện Gerze, tỉnh Sinop, Thổ Nhĩ Kỳ. Dân số thời điểm năm 2011 là 140 người.